# Niyazoba
Niyazoba (ryska: Низовая) är en ort i Azerbajdzjan.   Den ligger i distriktet Xaçmaz Rayonu, i den nordöstra delen av landet, 150 km nordväst om huvudstaden Baku. Antalet invånare är 1 352.
Terrängen runt Niyazoba är platt. Närmaste större samhälle är Xaçmaz, 10,8 km sydväst om Niyazoba.
Trakten runt Niyazoba består till största delen av jordbruksmark. Runt Niyazoba är det ganska tätbefolkat, med 129 invånare per kvadratkilometer.